# Хорвати у Воєводині

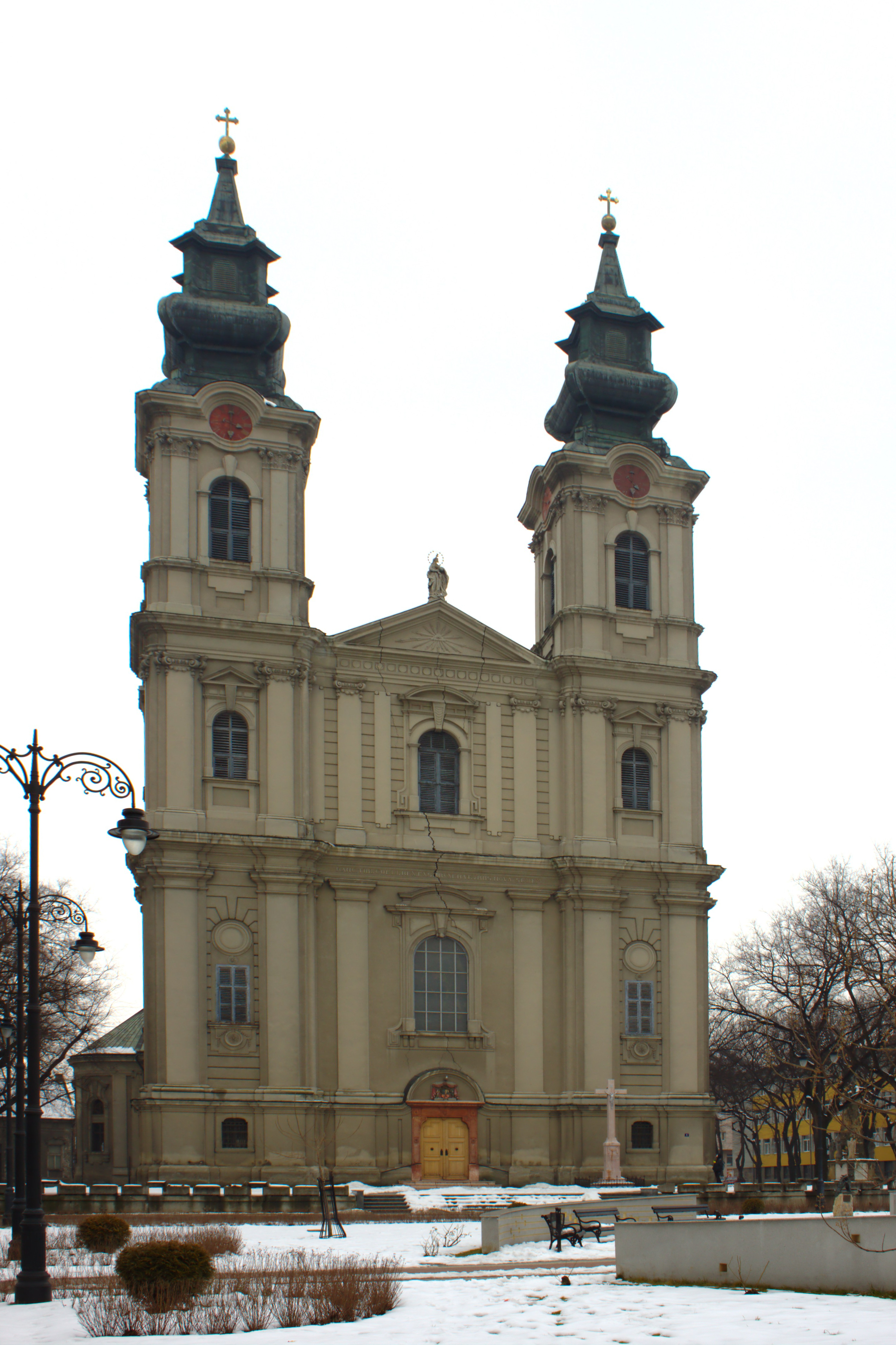
Собор Святої Терези Авільської (Суботиця), Суботиця

Хорвати у Воєводині є великою національною меншиною і четвертим за величиною етносом автономної області після сербів, угорців та словаків. За даними перепису 2011 року, чисельність хорватів у Воєводині склала 47 033 осіб або 2,43 % від населення Воєводини. Хорвати офіційно визнані національною меншиною, хорватська мова є однією з шести офіційних мов у Воєводині, їхні права в галузі освіти, культури та інформації офіційно захищені. Більшість воєводинських хорватів є католиками. У Воєводині також проживають громади бунєвців і шокців, які мають розмите національне самовизначення. Частина з них вважає себе складовою хорватського етносу, а частина − самостійним етносом.

## Історія
У XV столітті хорвати переважно проживали в області Срем. Вони становили більшість у 76 з 801 сіл, які існували на території сучасної Воєводини. Більшість хорватів, що проживали у Воєводині, були шокцями. Протягом XVII століття з Далмації до Воєводини почали переселятися бунєвці. Згідно з деякими теоріями, шокці можуть бути нащадками середньовічного слов'янського населення у Воєводині, де їх предки мешкали від VII століття. Згідно з іншими думками, середньовічні слов'яни у Воєводині переважно розмовляли ікавською вимовою штокавської говірки, яка сьогодні швидше асоціюється зі стандартною хорватською мовою.
За даними 1851 року, населення Воєводства Сербії і Темешварського банату, історичної провінції, яка була попередницею нинішньої Воєводини, «серед інших» етнічних груп, було 62 936 жителів записано як «бунєвці і шокці» і 2 860 як хорвати. Наступні оцінки чисельності населення в XIX столітті, які проводилися в Австро-Угорській імперії розцінювали бунєвців і шокців як окремі від хорватів етнічні групи.
Перепис 1910 року в Австро-Угорській імперії показав великі відмінності між тими, хто вважав себе бунєвцями і шокцями, і тими, хто вважав себе хорватами. За даними перепису і місті Суботиця було тільки 39 громадян, які вважали хорватську мову своєю рідною, тоді як 33 390 громадян були перераховані як носії «інших мов» (більшість з них назвали бунєвську рідною мовою). У місті Сомбор 83 жителів визнали рідною хорватську, а 6 289 жителів були перераховані в якості носії «інших мов» (переважно бунєвської).
Згідно з переписом 1910 року в Сремі, що був тоді частиною Королівства Хорватії і Славонії, хорвати становили відносну або абсолютну більшість у Гібараці (843 хорвати або 86,46 % від загальної чисельності населення), Кукуєвцях (1 775 або 77,61 %), Новому Сланкамені (2 450 або 59,22 %), Петроварадині (3 266 або 57,02 %), Старому Сланкамені (466 або 48,19 %) і Моровичі (966 або 41,67 %).
1925 року представники бунєвців і шокців організували в Суботиці святкування 1000-річчя заснування Хорватського королівства, приурочене до того, що в 925 році Томислав I став першим королем Хорватського Королівства. На площі імені короля Томислава в Суботиці було встановлено меморіальну дошку з написом «Меморіальна дошка тисячоліття до Королівства Хорватії 925—1925. Встановлена бунєвськими хорватами». Крім Суботиці, меморіальні дошки на честь Томислава I було також встановлено в Сремських Карловцях і Петроварадині.
У XX столітті, коли основним роздільником між народами, які розмовляють мовами сербсько-хорватського континууму, стала релігійна ознака, більшість шокців і частина бунєвців відносять себе до хорватського етносу.
У 1990-х під час війни в Хорватії представники Сербської радикальної партії організували і брали участь у вигнанні хорватів з багатьох міст і сіл Воєводини. Голову Сербської радикальної партії Воїслава Шешеля підозрювали в участі у цих подіях. За різними оцінками, кількість хорватів, які залишили Воєводину під час цих подій, склало від 20 000 до 40 000 жителів.

## Мова
На всій території міста Суботиця від 1993 року хорватська мова була офіційною. Збори общини Сремська-Митровиця в кінці 2005 року, а потім і общини Апатин 2006 року, також визнали хорватську офіційною.
2009 року Статутом автономного краю Воєводина хорватську мову на основі латинської графіки введено як одну з шести офіційних мов в органах і організаціях Автономної області Воєводини. Від осені 2009 року хорватську мову з елементами національної культури викладають у початкових школах у місцях з компактним проживанням хорватського населення. Починаючи від 2009 року Радіо Сомбор розпочало мовлення щотижневої передачі хорватською мовою «Голос Хорватів».

## Чисельність і область розселення
Близько двох третин усіх хорватів у Воєводині мають бунєвське або шокське коріння. У складі Югославії до 1991 року бунєвців і шокців враховували як хорватів, від 1991 року їх обліковують окремо. Чисельність хорватів від 1495 до 2011 року в межах сучасної Воєводини виглядає так:
| Рік  | Загальне населення | Хорвати | Частка |
| ---- | ------------------ | ------- | ------ |
| 1495 | 194,500            | 7,500   | 3.9 %  |
| 1787 | 476,018            | 38,161  | 8.0 %  |
| 1828 | 867,281            | 67,692  | 7.8 %  |
| 1840 | 912,754            | 66,362  | 7.3 %  |
| 1857 | 1,030,545          | 60,690  | 5.9 %  |
| 1880 | 1,178,189          | 72,298  | 6.1 %  |
| 1890 | 1,331,143          | 80,404  | 6.0 %  |
| 1900 | 1,433,387          | 81,198  | 5.7 %  |
| 1910 | 1,515,983          | 91,366  | 6,0 %  |
| 1921 | 1,535,794          | 129,788 | 8.5 %  |
| 1931 | 1,624,158          | 132,517 | 8.2 %  |
| 1940 | 1,662,862          | 101,035 | 6.1 %  |
| 1948 | 1,663,212          | 134,232 | 8.1 %  |
| 1953 | 1,712,619          | 128,054 | 7.5 %  |
| 1961 | 1,854,965          | 145,341 | 7.8 %  |
| 1971 | 1,952,533          | 138,561 | 7.1 %  |
| 1981 | 2,034,772          | 109,203 | 5.4 %  |
| 1991 | 2,013,889          | 74,226  | 3.7 %  |
| 2002 | 2,031,992          | 56,546  | 2.78 % |
| 2011 | 1,931,809          | 47,033  | 2.43 % |

### Частка за округами
За даними перепису 2011 року, хорвати були таким чином представлені в округах Автономної області Воєводина:
| Округ               | Загальна чисельність | Чисельність хорватів | Частка хорватів |
| Північно-Бацький    | 186 906              | 14 536               | 7.78 %          |
| Західно-Бацький     | 188 087              | 10 879               | 5.78 %          |
| Південно-Бацький    | 615 371              | 10 022               | 1.63 %          |
| Сремський           | 312 278              | 8 758                | 2.80 %          |
| Південно-Банатський | 293 730              | 1 512                | 0.51 %          |
| Середньо-Банатський | 187 667              | 796                  | 0.42 %          |
| Північно-Банатський | 147 770              | 530                  | 0.36 %          |
| Воєводина           | 1 931 809            | 47 033               | 2.43 %          |